# 大利亞諾 (奧庫區)
大利亞諾（西班牙語：Llano Grande），是巴拿馬的城鎮，位於該國中南部，由埃雷拉省的奧庫區負責管轄，面積71.1平方公里，海拔高度85米，2010年人口1,062，人口密度每平方公里14.9人。